# Sensibilidad dental
La sensibilidad dental o hipersensibilidad dental es un dolor agudo y de corta duración en los dientes, que surge de las superficies expuestas de la dentina en respuesta a estímulos, típicamente térmicos, evaporativos, táctiles, osmóticos, químicos o eléctricos; y que no puede atribuirse a ninguna otra enfermedad dental.
En muchos casos se debe a la recesión de la encía por el consumo excesivo de alimentos ácidos o mal cepillado de los dientes, otras de las causas comunes son excesivo uso de productos de blanqueamiento dental, bruxismo, enfermedad periodontal, caries, entre otras.
Un grado de sensibilidad de la dentina es normal, pero el dolor generalmente no se experimenta en actividades cotidianas como tomar una bebida fría. Por lo tanto, aunque los términos sensibilidad dental y dentina sensible se usan para referirse a la hipersensibilidad dental, el último término es el más preciso.

## Epidemiología
La sensibilidad dental es una condición relativamente común, debido a las diferencias en las poblaciones estudiadas y los métodos de detección, la incidencia notificada oscila entre 4 y 74 %. Los dentistas pueden subestimar la sensibilidad debido a la dificultad para diagnosticar y tratar la afección, cuando se utilizan cuestionarios, la incidencia notificada suele ser más alta que cuando se utiliza un examen clínico.
La escala de síntomas es tan variable que algunos pacientes no pueden comer helado o beber agua fría, mientras que para otros, la incomodidad es de naturaleza episódica. Los síntomas episódicos son la razón probable por la cual algunos pacientes no informan la incomodidad, reduciendo el número de diagnósticos.
Puede afectar a personas de cualquier edad, aunque es más probable que las personas de 20 a 50 años se vean afectadas, la sensibilidad dental no es un diagnóstico común en los ancianos, una explicación plausible es la formación de dentina terciaria. Las mujeres son ligeramente más propensas a desarrollar hipersensibilidad de la dentina en comparación con los hombres, un factor que contribuye a esto es que las mujeres asisten al dentista con más regularidad y discuten problemas de salud más fácilmente que los hombres.
Puede presentarse en varios dientes de toda la boca, en dientes de una parte de la boca o en un solo diente. Los premolares y los caninos tienden a presentar hipersensibilidad seguida más fácilmente por los molares, esto es cierto para las arcadas superior e inferior. Los dientes maxilares son los más comúnmente afectados.
Un gran número de casos están relacionados con la enfermedad periodontal y siguen como resultado del tratamiento periodontal, las estrategias de tratamiento de la enfermedad conducen a la eliminación del cemento, la capa de barrillo dentinario y la exposición de los túbulos dentinarios, lo que además provoca sensibilidad en los pacientes.

## Síntomas
La frecuencia y la gravedad con que se presenta el dolor son variables, en general, el dolor es agudo y repentino debido a un estímulo externo, principalmente el frío. Algunos de los estímulos que pueden desencadenar dolor son: 
- Térmico: Bebidas y alimentos fríos y calientes, aire frío, etc.[3][10]
- Eléctrico: Probadores de pulpa dental eléctricos.[11]
- Mecánico-táctil: Cepillado de dientes, sonda dental durante el examen dental, raspado periodontal y alisado radicular.[3][11]
- Osmótico: Soluciones hipertónicas como los azúcares.[11]
- Evaporación: Chorro de aire de un instrumento dental.[11]
- Químico: Alimentos ácidos y cítricos, alimentos dulces y amargos, ácido durante los tratamientos dentales, blanqueamiento dental.[11][8]

## Causas
Se han propuesto varias teorías para tratar de explicar la causa de la sensibilidad dental, estos incluyen la teoría de la transducción odontoblástica, la teoría neural y la teoría hidrodinámica.
El modelo más comúnmente aceptado se denomina teoría hidrodinámica o del movimiento de fluidos propuesta por Brannstrom en 1964. Según esta teoría, cuando la superficie expuesta de la dentina se somete a estímulos térmicos, químicos, táctiles o de evaporación, el flujo del fluido dentro de los túbulos dentales aumenta desencadenando mecanorreceptores presentes en los nervios ubicados en la cara pulpar, provocando así una respuesta de dolor.
La sensibilidad dental es producida generalmente por el desgaste del esmalte o raíces de los dientes expuestas, pero también puede deberse a las caries, dientes agrietado, el desgaste del empaste o enfermedades de las encías. Hay dos formas comunes en las que se puede exponer la dentina; recesión gingival y desgaste dental.
La causa más común de la sensibilidad es la recesión gingival o retracción de las encías con exposición de las superficies radiculares, pérdida de la capa de cemento y del barrillo dentinario. La retracción de las encías puede ser un signo de un trauma a largo plazo debido al cepillado de dientes excesivo o enérgico o pasta de dientes abrasiva (abrasión dental), o un signo de periodontitis crónica.
Una causa menos común es la erosión ácida, que es la pérdida de tejidos dentales duros debido a los ácidos, relacionados con la enfermedad por reflujo gastroesofágico, la bulimia o el consumo excesivo de comidas y bebidas ácidas. Las exposiciones repetidas a un pH bajo hacen que el contenido mineral de los dientes en la capa exterior del esmalte se disuelva, dejando la dentina expuesta y provocando hipersensibilidad. Otras causas incluyen blanqueamiento dental, fumar tabaco que puede conducir a la recesión y, por lo tanto, a la sensibilidad, dientes agrietados y abfracción o rechinar de dientes.
La evidencia de abfracción dental puede mostrarse por defectos en forma de cuña que se desarrollan en la región cervical de los dientes conocidos como lesiones por abfracción. No existe una relación directa entre las lesiones por abfracción y la dieta, la enfermedad periodontal o la abrasión.

## Tratamiento
Solo un dentista puede identificar la causa correcta del dolor y proponer el tratamiento adecuado, sin embargo, hay ciertas prácticas de higiene bucal que pueden contribuir a reducir la sensibilidad y prevenir su aparición. El cepillado dental debe realizarse al menos dos veces al día con un cepillo de cerdas suaves con movientes suaves y pasta dental con fluoruro que no sea abrasiva, además de usar hilo dental. Los cepillos deben cambiarse cada 3 meses y se debe evitar cepillarse inmediatamente después de comer, se debe esperar al menos una hora para cepillarse, ya que algunos alimentos debilitan el esmalte.
Rechinar los dientes puede producir daños en los mismos y provocar sensibilidad, un dentista puede ofrecer un tratamiento para evitar este problema. El consumo de alimentos y bebidas ácidas, cítricos y ricos en azúcar pueden dañar el esmalte dental por lo que se recomienda no tomarlos en exceso y beber agua después de su ingesta para compensar los niveles de ácido en la boca.
Con el tiempo, el complejo dentina-pulpa puede adaptarse a la disminución del aislamiento depositando dentina terciaria, lo que aumenta el grosor entre la pulpa y la superficie expuesta de la dentina y reduce los síntomas de hipersensibilidad.
Al consultar un dentista, el proceso de diagnóstico se hace por exclusión, al que se llega una vez descartadas todas las demás posibles explicaciones del dolor, haciendo un examen clínico completo del paciente. El examen incluye una prueba de provocación del dolor mediante la inyección de aire con un instrumento dental en el área sensible o un rascado suave con una sonda dental. Algunos de los tratamientos para combatir la sensibilidad dental son los siguientes:
- Pasta dental desensibilizante: Contribuye a reducir el dolor después de varias aplicaciones.[10][15]
- Enjuagues bucales: Los enjuagues que contienen fluoruro y nitrato de potasio disminuyen  los síntomas de la sensibilidad.[5]
- Fluoruro: Los dentistas pueden tratar la sensibilidad aplicando fluoruro para reforzar el esmalte y bajar el dolor, además pueden recetar su uso en el hogar.[10][15]
- Desensibilización o adhesión: Este tratamiento realizado por dentistas consiste en aplicar una resina adhesiva en las zonas sensibles.[15]
- Injerto de encía quirúrgico: Este procedimiento consiste en tomar una porción de tejido gingival de una parte sana de la boca y adherirlo a la zona sensible para proteger las raíces.[15]
- Conducto radicular: Este procedimiento se utiliza en casos severos donde los otros tratamientos no son efectivos, consiste en corregir los problemas en la pulpa dental.[15]